# Billezois
Billezois település Franciaországban, Allier megyében. Lakosainak száma 361 fő (2022. január 1.). Billezois Lapalisse, Magnet, Périgny, Saint-Christophe-en-Bourbonnais, Saint-Étienne-de-Vicq és Saint-Prix községekkel határos.

## Népesség
A település népességének változása:
| Lakosok száma | 306  | 297  | 345  | 363  | 391  | 387  | 379  | 364  | 362  | 361  |
|               | 1968 | 1982 | 1990 | 2006 | 2013 | 2015 | 2017 | 2019 | 2020 | 2022 |